# 中野ツヤ
中野 ツヤ（なかの つや、大正2年（1913年）6月7日 - 平成23年（2011年）9月16日）は、日本の教育者。元学校法人鷗友学園特別顧問。石川志づ初代理事長のあとをつぎ、学校法人鷗友学園の第二代理事長を22年間つとめた。
父は東京府会議長をつとめた中野勇治郎。兄は大阪高裁長官をつとめた中野次雄。経済人類学者の栗本慎一郎は妹トシ子の長男。

## 経歴
1913年、東京生まれ。東京府立第一高等女学校（現都立白鷗中学高等学校）、津田英学塾（現津田塾大学）を卒業。1945年東京都教育局へ。都庁初の女性管理職として活躍し、1959年に民生局婦人部長。
1971年より鷗友学園理事、1981年～2003年理事長。 財団法人都民劇場理事、内閣売春対策審議会委員、墨田区教育委員、墨田女性センター館長、その他多くの社会福祉法人の理事等をつとめた。2011年9月16日、亡くなった。98歳だった。

## 人物像
趣味は演劇、日本舞踏。東京都墨田区在籍。